# 村本詔司
村本 詔司（むらもと しょうじ、1947年7月31日 -　）は、日本の心理学者。神戸市外国語大学名誉教授。
主な関心領域は、心理学（現存在分析、人間性心理学、ユングなど）、思想史（仏教、ユダヤ・キリスト教、神秘主義、心理学、三木清など）、倫理（援助職倫理）。

## 来歴
大阪府生まれ。1970年京都大学教育学部卒、1975年同大学院教育学研究科教育方法学専攻博士課程単位取得退学。
1975年花園大学専任講師（1978～1980年、スイス政府給費生としてチューリッヒ大学留学）、1983年助教授、1993年教授。
1993年「ユングとゲーテ」で博士(人間科学)。
2000年神戸市外国語大学教授、2014年定年退任、名誉教授。
日本人間性心理学会名誉会員。妻は教育心理学者の村本邦子。

## 著書
- 『ユングとゲーテ 深層心理学の源流』（人文書院） 1992
- 『ユングとファウスト 西洋精神史と無意識』（人文書院） 1993
- 『魂の探求 古代ギリシャの心理学』（大日本図書、シリーズ人間性の心理学） 1994
- 『心理臨床と倫理』（朱鷺書房） 1998
- 『ウルス・アップの近世西洋仏教発見史』（禅文化研究所） 2022

### 共編著
- 『エイズの周辺 エイズ学入門』（逢坂隆子共編著、法政出版） 1996
- Awakening and Insight: Zen Buddhism and Psychotherapy, coedited by Polly Young-Eisendrath, Routledge, 2002.

## 翻訳
- 『ユングと脱近代 心理学人間の誕生』（ピーター・ホーマンズ、人文書院） 1986
- 『夫婦カウンセリング 女が真に求めるものは何か』（ポリー・ヤング=エイゼンドラス、織田元子共訳、創元社、ユング心理学選書） 1987
- 『からだと性格 生体エネルギー法入門』（A・ローウェン、国永史子共訳、創元社） 1988
- 『心理学と宗教』（ユング、人文書院、ユング・コレクション3） 1989
- 『ユングとポスト・ユンギアン』（アンドリュー・サミュエルズ、村本邦子共訳、創元社） 1990
- 『女はみんな女神』（ジーン・シノダ・ボーレン、村本邦子共訳、新水社） 1991
- 『ツォリコーン・ゼミナール』（ハイデッガー述、メダルト・ボス編、木村敏共訳、みすず書房） 1991
- 『からだのスピリチュアリティ』（アレクサンダー・ローエン、国永史子共訳、春秋社） 1994
- 『ユング イラスト版』（マギー・ハイド, マイケル・マクギネス、心交社、知的常識シリーズ） 1994
- 『ユング伝』（ゲルハルト・ヴェーア、創元社） 1994
- 『ウィルヘルム・ライヒ 生涯と業績』（マイロン・シャラフ、国永史子共訳、新水社） 1996
- 『ヒルデガルト・フォン・ビンゲン 女性的なるものの神学』（バーバラ・ニューマン、新水社） 1999
- 『ユングとフェミニズム 解放の元型』（デマリス・S・ウェーア、中村このゆ共訳、ミネルヴァ書房） 2002
- 『子どもに伝える父親たちの知恵』（エドワード・ホフマン編、今西康子共訳、草思社） 2003
- 『援助専門家のための倫理問題ワークブック』（ジェラルド・コウリー, マリアンネ・シュナイダー・コウリー, パトリック・キャラナン、監訳、浦谷計子, 殿村直子共訳、創元社） 2004
- 『カバラー心理学 ユダヤ教神秘主義入門』（エドワード・ホフマン、今西康子共訳、人文書院） 2006
- 『APA倫理規準による心理学倫理問題事例集』（トマス・F・ネイギー、監訳、浦谷計子共訳、創元社） 2007

## 論文
- 村本詔司